# カンポロトンド・ディ・フィアストローネ
カンポロトンド・ディ・フィアストローネ（伊: Camporotondo di Fiastrone）は、イタリア共和国マルケ州マチェラータ県にある、人口約500人の基礎自治体（コムーネ）。

## 地理

### 位置・広がり
マチェラータ県のコムーネ。県都マチェラータから南西へ24kmの距離にある。

#### 隣接コムーネ
隣接するコムーネは以下の通り。
- ベルフォルテ・デル・キエンティ
- カルダローラ
- チェッサパロンボ
- サン・ジネージオ
- トレンティーノ

### 気候分類・地震分類
カンポロトンド・ディ・フィアストローネにおけるイタリアの気候分類 (it) および度日は、zona D, 2032 GGである。
また、イタリアの地震リスク階級 (it) では、zona 2 (sismicità media) に分類される。